# 1256 км (зупинний пункт)
1256 кіломе́тр — пасажирський залізничний зупинний пункт Лиманської дирекції Донецької залізниці.

## Загальні відомості
Розташована у місті Маріуполь, Кальміуський район, мікрорайон Мирний, Донецької області на лінії Маріуполь-Порт — Волноваха між станціями Маріуполь (10 км) та Сартана (2 км).
На платформі зупиняються приміські електропоїзди.

## Сучасність
Платформа розташована у безпосередній близькості від прохідних ММК.
Через підрив мосту в районі селищ Аджахи та Правий Берег через річку Кальчик (біля 1261 км) з 23 грудня 2014 р. тут припинено будь-яке залізничне сполучення. Відтак усі електропоїзди та пасажирські поїзди висаджують пасажирів по станції Сартана.